# George Gustaaf van Palts-Veldenz
George Gustaaf van Palts-Veldenz (Haschbach am Remigiusberg, 6 februari 1564 - 3 juni 1634) was van 1592 tot aan zijn dood vorst van Palts-Veldenz. Hij behoorde tot het huis Palts-Veldenz.

## Levensloop
George Gustaaf was de oudste zoon van vorst George Johan I van Palts-Veldenz en Anna Wasa, dochter van koning Gustaaf I van Zweden. Hij studeerde aan de Universiteit van Tübingen.
Na de dood van zijn vader in 1592 erfde George Gustaaf samen met zijn broers Johan August, Lodewijk Filips en George Johan II het vorstendom Palts-Veldenz. In 1598 besloten de vier broers Palts-Veldenz onderling te verdelen: Johan August kreeg Palts-Lützelstein, Lodewijk Filips en George Johan II behielden gezamenlijk Palts-Guttenberg en George Gustaaf behield de overige delen van Palts-Veldenz. Net als zijn vader was hij lutheraans en onderschreef hij de concordiënformule. 
Begin 17e eeuw vormde George Gustaaf de Benedictijnenpriorij van Lixheim om tot een opvangoord voor gereformeerde vluchtelingen. In 1600 sloot hij een akkoord met het vorstendom Palts-Zweibrücken, waarbij George Gustaaf zijn aandeel op Alsenz aan hen afstond.
Tijdens de Dertigjarige Oorlog werd hij door keizerlijke troepen van zijn landerijen verdreven, die toevertrouwd werden aan aartsbisschop van Trier Philipp Christoph von Sötern. Bij de Vrede van Westfalen in 1648 kreeg zijn zoon Leopold Lodewijk Palts-Veldenz terug.
In juni 1634 stierf hij op 70-jarige leeftijd. Hij werd bijgezet in de Proosdijkerk van Sint-Remigius op de Remigiusberg.

## Huwelijken en nakomelingen
Op 31 mei 1586 huwde hij in Stuttgart met Elisabeth van Württemberg (1548-1592), dochter van hertog Christoffel van Württemberg en weduwe van graaf George Ernst van Henneberg-Schleusingen. Dit huwelijk bleef kinderloos.
Op 17 mei 1601 huwde hij in Zweibrücken met zijn tweede echtgenote Maria Elisabeth van Palts-Zweibrücken (1581-1637), dochter van vorst Johan I van Palts-Zweibrücken. Ze kregen elf kinderen:
- Anna Magdalena (1602-1630), huwde in 1617 met hertog Hendrik Wenceslaus van Oels-Bernstadt
- Johan Frederik (1604-1632)
- George Gustaaf (1605-1605)
- Elisabeth (1607-1608)
- Karel Lodewijk (1609-1631)
- Wolfgang Willem (1610-1611)
- Sophia Sibylla (1612-1616)
- Maria Elisabeth (1616-1649), kanunnikes van het Sticht Herford
- Maria Amalia (1621-1622)
- Magdalena Sophia (1622-1691)
- Leopold Lodewijk (1625-1694), vorst van Palts-Veldenz